# Вершина гілки червоних гігантів
Вершина гілки (або відгалуження) червоних гігантів (англ. Tip of the red-giant branch, TRGB) — точка на діаграмі Герцшпрунга—Рассела, де розташовані зорі, в яких розпочинається термоядерне горіння гелію. Оскільки світність зір на вершині відгалуження червоних гігантів практично не залежить від маси зорі та її хімічного складу, така зоря може слугувати стандартною свічкою, за якою визначається відстань до галактики, в якій така зоря спостерігається. Цей метод було застосовано до результатів спостережень космічного телескопа Габбл, щоб визначити відносні рухи Місцевої групи галактик у надскупченні Діви.

## Опис

Еволюційний трек зорі з масою Сонця, на якому видно розрив після вершини відгалуження червоних гігантів

Діаграма Герцшпрунга—Рассела — це графік зоряної світності в порівнянні з температурою поверхні для популяції зірок. Під час фази горіння водню вона перебуває на головній послідовності (діагональна смуга, що перетинає діаграму від правого нижнього до лівого верхнього кута). Коли водень в ядрі буде вичерпано, енергія забезпечується ядерним горінням водню в оболонці навколо ядра. У центрі зорі буде накопичуватися гелієвий «попіл» від цього горіння і вона буде мігрувати вздовж еволюційної гілки на діаграмі, що веде вгору вправо. Тобто температура на поверхні зорі буде зменшуватися, зоря розширюватиметься, а загальне випромінювання енергії (світність) зорі зростатиме у міру збільшення площі поверхні.
У певний момент тиск і температура в ядрі зорі досягають значень, коли розпочинається ядерне горіння гелію. Для зорі, що має масу менше 1,8 маси Сонця, це відбудеться в рамках процесу, який має назву спалах гелієвого ядра. Еволюційний трек зорі на діаграмі Герцшпрунга-Рассела після цього піде вліво, оскільки температура поверхні підвищується згідно з новою рівновагою. Результатом є різкий розрив в еволюційному треку зорі на цій діаграмі. Точка перед цим розривом і називається вершиною відгалуження червоних гігантів.
Коли далекі зорі на вершині відгалуження червоних гігантів спостерігаються в інфрачервоному діапазоні (на хвилі 806 нм), їх світність практично не залежить від їх маси чи металічності (вмісту елементів, важчих гелію); вони є стандартними свічками у вказаному інфрачервоному діапазоні з абсолютною зоряною величиною -4.0±0.1. Це робить цей метод особливо корисним як індикатор відстані. Індикатор вершини відгалуження червоних гігантів використовує зорі старих зоряних популяцій (другого зоряного населення).